# Axelle Carolyn
Axelle Carolyn (Brussel, 3 april 1979) is een Belgisch filmmaakster en journaliste.
Zij is gehuwd met Neil Marshall, een Brits scenarioschrijver en regisseur.

## Filmcarrière
Voordat ze haar eerste films kon maken, begon Axelle Carolyn aan een korte acteercarrière. In 2005, tijdens een bezoek aan de Spaanse muziekgroep Fangoria, werd ze opgemerkt door het technische team van de thriller Beneath Still Waters, waarin ze een party girl speelde. In 2008 maakte ze twee cameo's in Neil Marshalls' speelfilm Doomsday. Naast het filmen assisteerde ze de make-up effecten ontwerper, terwijl ze achter de schermen aantekeningen voor de film schreef. Datzelfde jaar speelde ze samen met Leslie Simpson in I Love You, geschreven en geregisseerd door Tristan Versluis, en daarna in de horror-shorts Neon Killer en Horrorshow. In 2009 speelde Axelle Carolyn een reeks rollen van meer of minder belang in de producties A Reckoning, Psychosis, Centurion of Blood + Roses.
In 2011 schreef en regisseerde ze haar eerste twee korte films. The Last Post ging in première op het Canadese filmfestival FanTasia, en begon daarna aan een tournee langs korte festivals over de hele wereld. Het Hooked-project werd uitgezonden op de Amerikaanse televisiezender Fearnet. Het jaar daarop tekende ze The Halloween Kid, winnaar van de Best Avant-Garde Horror Short Film op de 2012 Tabloid Witch Awards.
In 2013 voltooide ze als regisseur haar eerste speelfilm Soulmate. De openingsscène met een zelfmoord werd in het Verenigd Koninkrijk gecensureerd door de BBFC. De film werd vertoond op het Internationale Filmfestival van Catalonië in datzelfde jaar. Axelle Carolyn won de Mary Shelley International Award voor Beste Regisseur op het Fantafestival. De hoofdrolspeelster, Anna Walton, won de Best Performance Award op Fantasporto 2014 en Knoxville Horror Film Fest 2014.
In 2015 zetelde Axelle Carolyn in de jury van het Internationaal Festival van de Fantastische Film van Neuchâtel.
Axelle Carolyn zit achter de anthologie film Tales of Halloween, die ze coproduceert met Epic Pictures. Zij schreef en regisseerde haar eigen segment van dit collectieve project, getiteld Grim Grinning Ghost.

## Auteur
Van 2005 tot 2009 was Axelle Carolyn journaliste en critica voor verschillende tijdschriften en websites gewijd aan horrorfilms. In 2008 publiceerde ze It Lives Again! Horror Movies in the New Millennium, een uitgebreide analyse en overzicht van de toestand van de horrorfilm in het begin van de 21e eeuw. Voor dit werk ontving zij de Silver Award bij de New York Book of the Year Awards. Ze heeft ook verschillende korte verhalen geredigeerd in anthologieën zoals Dark Delicacies III: Haunted en The Mammoth Book of Body Horror.

## Filmografie

### Als acteur
- 2005: Beneath Still Waters, als feestganger
- 2008: Doomsday, als dode vrouw
- 2008: I Love You, als vrouw
- 2008: Horrorshow, als Jennifer
- 2008: Neon Killer, als Jennifer Marshall
- 2009: Red Light, als Emma Jones
- 2009: Feral, als Audrey
- 2010: Centurion, als Aeron
- 2010: Vision, als 'de kijker'
- 2010: Psychosis, als Michele
- 2010: Blood + Roses, als Mary
- 2011: A Reckoning, als de vrouw
- 2015: Tales of Halloween
- 2016: Don't Kill It, als demon in deuropening
- 2018: All the Creatures Were Stiring, als theater beschermer
- 2024: The Life of Chuck, als Franse verslaggeefster (stemrol)

### Als cineast[19]
- 2011: Hooked (korte film)
- 2011: The Last Post (korte film)
- 2011: The Halloween Kid  (korte film)
- 2013: Soulmate
- 2015: Tales of Halloween van Darren Lynn Bousman, Adam Gierasch, Andrew Kasch, Neil Marshall, Lucky Mc Kee, Mike Mendez, Dave Parker, Ryan Schifrin, John Skipp et Paul Solet: le segment "Grim Grinning Ghost"
- 2021: American Horror Story: Double Feature (tv-serie, twee afleveringen)
- 2021: The Manor
- 2022: Midnight Club (tv-serie, twee afleveringen, serie van showrunner Mike Flanagan)[20]

## Publicaties
- Axelle Carolyn (2008). It lives again!: horror movies in the new millennium. Telos Pub, Surrey [England]. ISBN 978-1-84583-020-5.

## Onderscheidingen
- 2008: Silver Award voor It Lives Again! Horror Movies in the New Millennium, Book of the Year Awards, New York
- 2012: Best Avant-Garde Horror Short Film voor The Halloween Kid, Tabloid Witch Awards
- 2014: Mary Shelley International Award voor Best Director pour Soulmate, Fantafestival
- 2016: 3e plaats, Best Horror Film voor Tales of Halloween, Horror Society Award